# Stara Rača
Stara Rača falu Horvátországban Belovár-Bilogora megyében. Közigazgatásilag Nova Račához tartozik. 

## Fekvése, éghajlata
Belovár központjától légvonalban 13, közúton 16 km-re délkeletre, községközpontjától 1 km-re északnyugatra, a Račačka mentén fekszik.

## Története
A falu a 17. századtól népesült be, amikor a török által elpusztított, kihalt területre folyamatosan telepítették be a keresztény lakosságot. 1774-ben az első katonai felmérés térképén Racha részeként „Sztara Racha” néven szerepel. A település katonai közigazgatás idején a szentgyörgyvári ezredhez tartozott. A katonai közigazgatás megszüntetése után Magyar Királyságon belül Horvát–Szlavónország részeként, Belovár-Kőrös vármegye Belovári járásának része volt. 1890-ben 534, 1910-ben 514 lakosa volt. Az 1910-es népszámlálás szerint a falu lakosságának 78%-a horvát, 10%-a magyar, 9%-a cseh anyanyelvű volt. 1918-ban az új szerb-horvát-szlovén állam, majd később Jugoszlávia része lett. 1941 és 1945 között a németbarát Független Horvát Államhoz, majd a háború után a szocialista Jugoszláviához tartozott. 1991-től a független Horvátország része. 1991-ben lakosságának 88%-a horvát nemzetiségű volt. 2011-ben a településnek 308 lakosa volt.

## Lakossága
| Lakosság változása | Lakosság változása | Lakosság változása | Lakosság változása | Lakosság változása | Lakosság változása | Lakosság változása | Lakosság változása | Lakosság változása | Lakosság változása | Lakosság változása | Lakosság változása | Lakosság változása | Lakosság változása | Lakosság változása | Lakosság változása |
| ------------------ | ------------------ | ------------------ | ------------------ | ------------------ | ------------------ | ------------------ | ------------------ | ------------------ | ------------------ | ------------------ | ------------------ | ------------------ | ------------------ | ------------------ | ------------------ |
| 1857               | 1869               | 1880               | 1890               | 1900               | 1910               | 1921               | 1931               | 1948               | 1953               | 1961               | 1971               | 1981               | 1991               | 2001               | 2011               |
| 0                  | 0                  | 0                  | 534                | 489                | 514                | 509                | 499                | 550                | 556                | 533                | 504                | 437                | 409                | 379                | 308                |

(1857 és 1880 között lakosságát Nova Račához számították.)